# O'Brien (adelsätt)
O'Brien är en gammal irländsk adelsätt, som fram till Henrik VIII:s tid innehade olika furstendömen på Irland (MUnster, Thomond med flera) i strid med den engelska kungamakten.
Av från 1500-talet förlänade adelstitlar saknar de mest kända som earl av Thomond och viscount Clare sedan länge representanter, enda kvarlevande adelstiteln är numera O'Brien of Borris in Ossory.